# Karin Nathorst Westfelt
Karin Nathorst Westfelt, född 2 januari 1921 i Svärdsjö, Kopparbergs län,  död 27 mars 2013, var en svensk-dansk målare och tecknare.
Hon var dotter till provinsialläkaren Åke Oskar Axelsson Nathorst Westfelt och Elsa Margaretha Wall och från 1948 gift med civilingenjören Svend Engelstoft-Jacobsen. Nathorst Westfelt studerade vid Tekniska skolan 1938–1942 och för Fritiof Schüldt och Ragnar Sandberg vid Konsthögskolan i Stockholm 1942–1946 och 1947–1948 samt för Aksel Jørgensen och Elof Risebye vid den Det Kongelige Danske Kunstakademi i Köpenhamn 1946–1947 och 1949–1950. Hon tilldelades det Bobergska stipendiet från Konstakademien 1948 och ett stipendium ur Dansk-norska fonden samt Eckersbergmedaljen 1981.
Hennes konst består av lyriska landskapsskildringar utförda i olja eller oljetempera samt teckningar. 
Separat ställde hon bland annat ut i Århus och Herning. Tillsammans med Sidsel Seyersted ställde hon ut på Borås konsthall 1951. Hon medverkade i samlingsutställningar med Borås och Sjuhäradsbygdens konstförening, Sveriges allmänna konstförenings vårsalonger i Stockholm och Kunstnernes Efteraarsudstilling i Köpenhamn. 
Bland hennes offentliga arbeten märks utsmyckningar för Nybodahemmet i Stockholm, Århus biograf, Århus domkyrka samt glasmålningen Trosbekendelsen i Langenæskirken i Aarhus och  Ålborg kyrka. Hon har också ritat 
teaterfonden Pukslaget till Lilla Scen i Musikhuset Aarhus (1982), som Hanne Vedel vävde.
Nathorst Westfelt är representerad vid Statens Museum for Kunst i Köpenhamn, Ålborg museum, Borås konstmuseum, Borås stadshus och Århus museum.